# Wilhelm Reuling (Komponist)
Wilhelm Ludwig Reuling (* 22. Dezember 1802 in Darmstadt; † 29. April 1877 in München) war ein deutscher Komponist und Dirigent.

## Leben
Wilhelm Reulings Mutter Karoline Reuling, geborene Vollhardt, war eine Pfarrerstochter aus dem Odenwald. Sein Vater Anton Reuling war erster Pfarrer an der evangelischen Stadtkirche Darmstadt. Wilhelm Reuling bekam seinen ersten Musikunterricht im Elternhaus und begann 1818 bei Christian Heinrich Rinck Violine und Komposition zu lernen. Ein Jahr später spielte er als Volontär im Orchester des Darmstädter Hoftheaters.
Reuling ging 1824 nach Wien, zunächst in der Absicht, dort nur für zwei Jahre zur musikalischen Ausbildung zu bleiben. Er studierte bei Ignaz von Seyfried und auf Empfehlung Ludwig van Beethovens bald auch bei Emanuel Aloys Förster. Joseph Weigl ermöglichte ihm den freien Eintritt zu Opernaufführungen an der Wiener Hofoper. Um sich eine Verlängerung seines Wien-Aufenthalts zu finanzieren, begann Reuling selbst Musikunterricht zu geben. Er lernte 1828 Mitglieder des Theaters in der Josefstadt kennen und komponierte für eine dortige Benefizveranstaltung eine Ouvertüre, deren Aufführung erfolgreich war. Daraufhin beauftragte ihn das Theater mit der Komposition eines Singspiels und einer Pantomime. Im Jahr 1829 wurde Wilhelm Reuling als Kapellmeister ans Theater in der Josefstadt geholt. Aufträge für Singspiele seitens anderer Bühnen wie dem Leopoldstädter Theater und dem Theater an der Wien folgten.
Er nahm 1830 das Angebot von Louis Duport an, Hof-Opern-Kapellmeister am Theater am Kärntnertor zu werden. Dort dirigierte er unter anderem Erstaufführungen der Opern Die Ballnacht (1835) und Haÿdée (1849) von Daniel-François-Esprit Auber sowie Guttenberg (1852) von Carl Ferdinand Füchs. Er komponierte für das Theater zahlreiche Singspiele, ab 1837 auch erfolgreiche Ballette. Seine Oper Alfred der Große wurde 1840 dort uraufgeführt. Reuling trat 1852 aus gesundheitlichen Gründen einen sechswöchigen Kuraufenthalt in Marienbad an, musste aber schon nach zwei Wochen nach Wien zurückkehren, um für den gleichfalls erkrankten Kapellmeister Heinrich Esser einzuspringen. Im Jahr 1853 wollte er den sechswöchigen Kuraufenthalt nachholen und wurde diesmal nach weniger als zwei Wochen zurückgerufen, um eine Oper zu dirigieren. Diesmal jedoch leistete er der Aufforderung zur Rückkehr keine Folge und wurde daraufhin mit März 1854 als Hof-Opern-Kapellmeister entlassen.
Wilhelm Reuling verließ im Mai 1855 Wien und kehrte in seine Geburtsstadt Darmstadt zurück, wo er zurückgezogen lebte und weiterhin komponierte. Seinen letzten öffentlichen Auftritt als Dirigent hatte er 1868 bei einem Weihnachtskonzert in Würzburg, wo er neue eigene Werke dirigierte. Zuletzt lebte er in München, wo er im Alter von 74 Jahren starb.

## Werke

### Singspiele und Opern
| Titel                                                                   | Beschreibung |
| ----------------------------------------------------------------------- | --- |
| Alfred der Große                                                        | Oper in drei Akten, Libretto von Otto Edler von Müller, Uraufführung 1840 am Theater am Kärntnertor. |
| Der alte Bräutigam, oder die Folgen einer Opernvorstellung              | Singspiel für das Theater am Kärntnertor, Uraufführung etwa zwischen 1830 und 1836. |
| Die ausgetauschten Frauen                                               | Singspiel für das Theater am Kärntnertor, Uraufführung etwa zwischen 1830 und 1836. |
| Bär und Pascha                                                          | Singspiel für das Theater am Kärntnertor, nach einem französischen Vaudeville, Uraufführung 1833. |
| Die beiden Peter, oder der Amtmann in der Klemme                        | Komische Operette für das Theater am Kärntnertor, nach einer französischen Vorlage, Uraufführung 1833. Das Sujet verwendete später Albert Lortzing für seine Oper Zar und Zimmermann.                                                                       |
| Der blinde Harfner                                                      | Oper in drei Akten, Uraufführung 1829 in Triest. |
| Der Cadet                                                               | Singspiel für das Theater am Kärntnertor, Uraufführung 1834. |
| Der Chorist in der Equipage                                             | Singspiel für das Theater am Kärntnertor, Uraufführung 1832. |
| Der Domestikenball                                                      | Singspiel für das Theater am Kärntnertor, Uraufführung etwa zwischen 1830 und 1836. |
| Die Drillinge                                                           | Singspiel für das Theater am Kärntnertor, Uraufführung etwa zwischen 1830 und 1836. |
| Die Eheleute aus der alten Zeit                                         | Singspiel für das Theater am Kärntnertor, Textvorlage von Louis Angely, Uraufführung etwa zwischen 1830 und 1836. |
| Die eifersüchtige Frau                                                  | Singspiel für das Theater am Kärntnertor, Uraufführung etwa zwischen 1830 und 1836. |
| Der falsche Improvisator                                                | Singspiel für das Theater an der Wien, Uraufführung um 1828/1829. |
| Die falsche Sängerin                                                    | Singspiel für das Theater am Kärntnertor, Uraufführung etwa zwischen 1830 und 1836. |
| Das Fest der Handwerker                                                 | Ursprünglich die gleichnamige Berliner Posse Das Fest der Handwerker von Louis Angely, deren Musiknummern für das Theater am Kärntnertor nach dem Wiener Geschmack neu komponiert wurden, Uraufführung etwa zwischen 1830 und 1836. Über 100 Vorstellungen. |
| Feuer, Wasser, Luft und Erde                                            | Singspiel für das Theater in der Josefstadt, Uraufführung 1828. |
| Die Feuerbraut                                                          | Oper in zwei Akten, Libretto von Heinrich Börnstein, Uraufführung 1829 in Triest. |
| Der Geisterkönig und der Menschenfreund                                 | Parodie auf Der Alpenkönig und der Menschenfeind von Ferdinand Raimund, Uraufführung um 1828/1829. |
| Die Gunst der Kleinen, oder die Hintertreppe                            | Singspiel für das Theater am Kärntnertor, Text von Ferdinand Rosenau, Uraufführung 1833. |
| Des Herzens Wahl                                                        | Oper für das Theater am Kärntnertor, Uraufführung 1832. |
| Der Herzog von gestern                                                  | Singspiel für das Theater am Kärntnertor, Uraufführung etwa zwischen 1830 und 1836. |
| Die Hochzeit ohne Mann                                                  | Singspiel für das Theater am Kärntnertor, Uraufführung etwa zwischen 1830 und 1836. |
| Irrsinn und Irrthum                                                     | Singspiel für das Theater am Kärntnertor, nach einer französischen Vorlage von Marc-Antoine Désaugiers, Uraufführung 1834. |
| Jelva                                                                   | Melodram, Uraufführung um 1828/1829 in Triest und Laibach. |
| Die kleinen Leiden des menschlichen Lebens                              | Singspiel für das Theater am Kärntnertor, Uraufführung etwa zwischen 1830 und 1836. |
| Der Kuß und das Panzerhemd                                              | Singspiel für das Theater an der Wien, Uraufführung um 1828/1829. |
| Leonore oder die Braut im Wahne                                         | Drama von Karl von Holtei mit Musik, Uraufführung 1829 am Theater in der Josefstadt. |
| Der letzte Graf von Anxor                                               | Große romantische Oper in drei Akten, Libretto von Georg von Hofmann. |
| List und Phlegma                                                        | Singspiel für das Theater am Kärntnertor, in einem Akt, Text von Louis Angely nach einer französischen Vorlage von Joseph Patrat, Uraufführung 1832. |
| Lucille oder die Tochter des Lichtes                                    | Singspiel für das Theater an der Wien, dort aber aus Kostengründen nicht aufgeführt. |
| Der Lügner und sein Sohn                                                | Singspiel für das Theater am Kärntnertor, nach einem französischen Vaudeville, Uraufführung 1833. |
| Der lustige Felix                                                       | Singspiel für das Theater am Kärntnertor, Uraufführung 1832. |
| Narrheit und Narrethei                                                  | Singspiel für das Theater am Kärntnertor, Uraufführung etwa zwischen 1830 und 1836. |
| Paris in Pommern                                                        | Singspiel für das Theater am Kärntnertor, Textvorlage von Louis Angely, Uraufführung 1832. |
| Die Quäkerfamilie                                                       | Oper für das Theater am Kärntnertor, Uraufführung 1835. |
| Die Räuberhöhle                                                         | Oper in drei Akten. |
| Die Regimentscasse oder das erstürmte Lager                             | Militärisches Spektakelstück mit Musik für das Theater an der Wien, Uraufführung um 1828/1829. |
| Der todte Neffe                                                         | Singspiel für das Theater am Kärntnertor, nach einem französischen Vaudeville, Uraufführung 1833. |
| Ulysses                                                                 | Oper in drei Akten. |
| Die Unzertrennlichen, oder die besten Freunde                           | Singspiel für das Theater am Kärntnertor, Uraufführung 1832. |
| Der Weiberfeind in der Klemme, oder Der Hoffmeister in tausend Aengsten | Singspiel für das Theater am Kärntnertor, nach dem gleichnamigen Lustspiel von Theodor Hell, Uraufführung 1833. |
| Die Wette                                                               | Singspiel für das Theater am Kärntnertor, Uraufführung etwa zwischen 1830 und 1836. |
| Der Zauberfalke                                                         | Singspiel für das Leopoldstädter Theater, Uraufführung um 1828/1829. |

### Ballette und Pantomimen
| Titel                                           | Beschreibung |
| ----------------------------------------------- | --- |
| Amor’s Zögling                                  | Ballett für das Theater am Kärntnertor, Uraufführung etwa zwischen 1837 und 1854.                                                    |
| Clorinde                                        | Ballett für das Theater am Kärntnertor, Uraufführung etwa zwischen 1837 und 1854.                                                    |
| Elina, oder Die Rückkehr ins Dorf               | Ballett für das Theater am Kärntnertor, Uraufführung 1846.                                                                           |
| Das graue Männchen                              | Große Zauberpantomime für das Theater in der Josefstadt, Uraufführung 1829.                                                          |
| Die Heimkehr                                    | Ballett für das Theater am Kärntnertor, Uraufführung etwa zwischen 1837 und 1854.                                                    |
| Der hinkende Teufel                             | Ballett für das Theater am Kärntnertor, Uraufführung etwa zwischen 1837 und 1854.                                                    |
| Der Kobold                                      | Ballett für das Theater am Kärntnertor, Uraufführung 1838, zahlreiche Aufführungen mit Carlotta Grisi und Jules Perrot.              |
| Ein ländliches Fest, oder der Tausch der Blumen | Ballett für das Theater am Kärntnertor, Uraufführung etwa zwischen 1837 und 1854.                                                    |
| Laura                                           | Ballett für das Theater am Kärntnertor, nach dem Zaubermärchen Aschenbrödel von Giovanni Golinelli, Uraufführung 1849.               |
| Der Mädchenraub von Venedig                     | Ballett für das Theater am Kärntnertor, Uraufführung 1845.                                                                           |
| Nankin                                          | Ballett für das Theater am Kärntnertor, Uraufführung etwa zwischen 1837 und 1854.                                                    |
| Oberon                                          | Ballett für das Theater am Kärntnertor, Uraufführung etwa zwischen 1837 und 1854.                                                    |
| Der Rekrut                                      | Ballett für das Theater am Kärntnertor, Uraufführung etwa zwischen 1837 und 1854.                                                    |
| Das Rendezvous im Serail                        | Ballett für das Theater am Kärntnertor, Uraufführung etwa zwischen 1837 und 1854.                                                    |
| Rübezahl                                        | Ballett für das Theater am Kärntnertor, Uraufführung 1848.                                                                           |
| Sophie, Großfürstin von Moskau                  | Ballett für das Theater am Kärntnertor, Uraufführung etwa zwischen 1837 und 1854.                                                    |
| La Stella e la Fortuna                          | Ballett für das Theater am Kärntnertor, Uraufführung etwa zwischen 1837 und 1854.                                                    |
| Die Vestalin                                    | Ballett für das Theater am Kärntnertor, mit Motiven aus der gleichnamigen Oper Die Vestalin von Gaspare Spontini, Uraufführung 1837. |

### Lieder und Chorwerke
| Titel                                                            | Beschreibung                                                                  |
| ---------------------------------------------------------------- | ----------------------------------------------------------------------------- |
| Alpengang für Frauenchor                                         | Vierstimmiger Chor.                                                           |
| Blätter und Trauben                                              | Vierstimmiger Chor.                                                           |
| Cantate. Festgesang mit Soli’s und Doppelchören                  | Komponiert für den Egerer Sängerbund, Uraufführung 1863.                      |
| Ein deutsches Lied                                               | Vierstimmiger Chor.                                                           |
| Drei Blumen                                                      | Vierstimmiger Chor.                                                           |
| Die drei köstlichsten Dinge. Vierstimmiger Männerchor            | Text von August von Schmidt, erschienen in Wien bei Glöggl.                   |
| Der ewige Wanderer                                               | Vierstimmiger Chor.                                                           |
| Fahnenbandchor                                                   | Vierstimmiger Chor.                                                           |
| Feierabend                                                       | Vierstimmiger Chor.                                                           |
| Fünf Männerchöre                                                 | Vierstimmiger Chor.                                                           |
| Die Gäste. Die Blumen. Verständigung. Drei Lieder von Kaltenbäck | Texte von Johann Paul Kaltenbaeck, erschienen in Wien bei Haslinger.          |
| Glaube, Hoffnung und Liebe                                       | Vierstimmiger Chor.                                                           |
| Gott, Vaterland, Liebe                                           | Vierstimmiger Chor.                                                           |
| Gute Nacht                                                       | Vierstimmiger Chor.                                                           |
| Jubelchor für gemischten Chor mit Orchester                      | Vierstimmiger Chor.                                                           |
| Kleine Cantate für vier Singstimmen                              | Vierstimmiger Chor.                                                           |
| Liebesklänge                                                     | Vierstimmiger Chor.                                                           |
| Lied aus der Ferne                                               | Text von Friedrich von Matthisson, mit Begleitung von Fortepiano und Violine. |
| Narrenlied                                                       | Vierstimmiger Chor, Text von Moritz Gottlieb Saphir.                          |
| Des Sängers Liebchen                                             | Vierstimmiger Chor.                                                           |
| Sechs Lieder mit Pianofortebegleitung                            | Erschienen in Wien bei Haslinger.                                             |
| Ueber Nacht                                                      | Vierstimmiger Chor.                                                           |
| Ungestillte Sehnsucht                                            | Vierstimmiger Chor.                                                           |
| Das Wahre                                                        | Vierstimmiger Chor.                                                           |

### Instrumentalmusik
| Titel                                                                                            | Beschreibung |
| ------------------------------------------------------------------------------------------------ | --- |
| Adagio und Rondo concertant für Flöte, Oboe, Clarinette, Horn und Fagott mit Orchesterbegleitung | Zu Lebzeiten ungedruckt, aber aufgeführt. |
| Concert-Ouverture in F-moll                                                                      | Zu Lebzeiten ungedruckt, aber aufgeführt. |
| Erinnerung an Oesterreich. Phantasie für Fortepiano                                              | Zu Lebzeiten ungedruckt, aber aufgeführt. |
| Fest-Ouverture in Es                                                                             | Uraufführung 1844 am Theater am Kärntnertor bei einer Akademie von Eduard Constantin Lewy.                                                                           |
| Grande Sonata appassionata                                                                       | Für zwei Fortepianos und acht Hände, in Darmstadt aufgeführt. |
| Grande Sonate für vier Hände in E-moll                                                           | Zu Lebzeiten ungedruckt, aber aufgeführt. |
| Grande Sonate passionée à 4 mains in C-moll                                                      | Erschienen in Wien bei Spina. |
| Erstes großes Trio für Fortepiano, Violine, Violoncell, in D-moll                                | Erschienen in Wien bei Leidesdorf. |
| Zweites großes Trio für Fortepiano, Violine, Violoncell, in A-dur                                | Erschienen in Mainz bei Schott. |
| Drittes großes Trio für Fortepiano, Violine, Violoncell, in H-moll                               | Erschienen in Mainz bei Schott. |
| Introduction et Variations brillants                                                             | Erschienen in Wien bei Diabelli. |
| Jubelmarsch für große Militärmusik                                                               | Komponiert für die silberne Hochzeit des Großherzogspaars Ludwig und Mathilde von Hessen 1858. Klavierauszug zu zwei und vier Händen erschienen in Mainz bei Schott. |
| Leichte Unterhaltungsstücke                                                                      | Erschienen in Wien bei Diabelli. |
| Marche triomphale                                                                                | Für Klavier, erschienen 1827 in Mainz bei Schott. |
| Trois marches militaires                                                                         | Erschienen in Wien bei Leidesdorf. |
| Octett für Fortepiano, Violine, Viola, Cello, Contrabaß, Flöte, Clarinette und Horn              | Zu Lebzeiten ungedruckt, aber aufgeführt. |
| Polonaise brillante                                                                              | Erschienen in Wien bei Diabelli. |
| Trois Polonaises characteristiques                                                               | Erschienen in Wien bei Diabelli. |
| Drei Quatuors für Fortepiano, Violine, Viola und Violoncell in D-moll, A-dur, Es-dur             | Zu Lebzeiten ungedruckt, aber aufgeführt. |
| Quintett für Fortepiano, Violine, Viola, Violoncell und Contrabaß                                | Zu Lebzeiten ungedruckt, aber aufgeführt. |
| Trois Rondeaux brillants, in A, in Es, in F-moll                                                 | Erschienen in Wien bei Weigl. |
| Trois Rondeaux faciles                                                                           | Erschienen in Wien bei Leidesdorf. |
| Rondo Brillant                                                                                   | Erschienen in Wien bei Diabelli. |
| Sonate facile et agréable                                                                        | Erschienen in Wien bei Diabelli. |
| Vier Sonaten auf vier Hände in G-dur, C-dur, D-dur und B-dur                                     | Zu Lebzeiten ungedruckt, aber aufgeführt. |
| Symphonie in G-dur                                                                               | Zu Lebzeiten ungedruckt, aber aufgeführt. |
| Symphonie in D-dur                                                                               | Uraufführung 1860 durch das Musikinstitut Würzburg, anschließend Aufführungen in Darmstadt, Gießen und Köln.                                                         |
| Six valses, in Es                                                                                | Erschienen in Wien bei Leidendorf. |
| Variationen über das Lied: „Freunde, hört die weise Lehre“ aus demselben Singspiele              | Erschienen in Wien bei Mechetti. |
| Variationen über ein Thema aus Raimund’s „Mädchen aus der Feenwelt“                              | Über ein Thema aus dem Zauberspiel Das Mädchen aus der Feenwelt oder Der Bauer als Millionär von Ferdinand Raimund, erschienen in Wien bei Mechetti.                 |
| Variations brillants über ein Thema aus Auber                                                    | Erschienen in Wien bei Mechetti. |
| Sechs Walzer über Motive aus Boieuldieu’s „Weißer Frau“                                          | Nach Motiven der Oper Die weiße Dame von François-Adrien Boieldieu, erschienen in Wien bei Leidesdorf.                                                               |

## Ehrungen
- 26. Dezember 1858 – großherzoglich hessische Goldene Verdienstmedaille für Wissenschaft und Kunst[14]
- Straßenbenennung des Reulingwegs in Wien-Rodaun (1954)[15]